# Små Mickelskären
Små Mickelskären är öar i Finland. De ligger i Finska viken och i kommunen Kyrkslätt i den ekonomiska regionen  Helsingfors i landskapet Nyland, i den södra delen av landet. Öarna ligger omkring 31 kilometer sydväst om Helsingfors.
Små Mickelskären består i huvudsak av öarna Västerlandet, Mellanlandet och Österlandet.
Inlandsklimat råder i trakten. Årsmedeltemperaturen i trakten är 5 °C. Den varmaste månaden är augusti, då medeltemperaturen är 16 °C, och den kallaste är januari, med −6 °C.